# Меру-Рошу (Мехедінць)
Меру-Рошу (рум. Măru Roșu) — село у повіті Мехедінць в Румунії. Входить до складу комуни Коркова.
Село розташоване на відстані 237 км на захід від Бухареста, 36 км на схід від Дробета-Турну-Северина, 67 км на північний захід від Крайови.

## Населення
За даними перепису населення 2002 року у селі проживали 262 особи, усі — румуни. Усі жителі села рідною мовою назвали румунську.